# Wyczyniec łąkowy
Wyczyniec łąkowy (Alopecurus pratensis L.) – gatunek wieloletniej rośliny z rodziny wiechlinowatych.Jest szeroko rozprzestrzeniony w strefie umiarkowanej Europy i Azji. Pospolity w Polsce na całym niżu.

## Morfologia

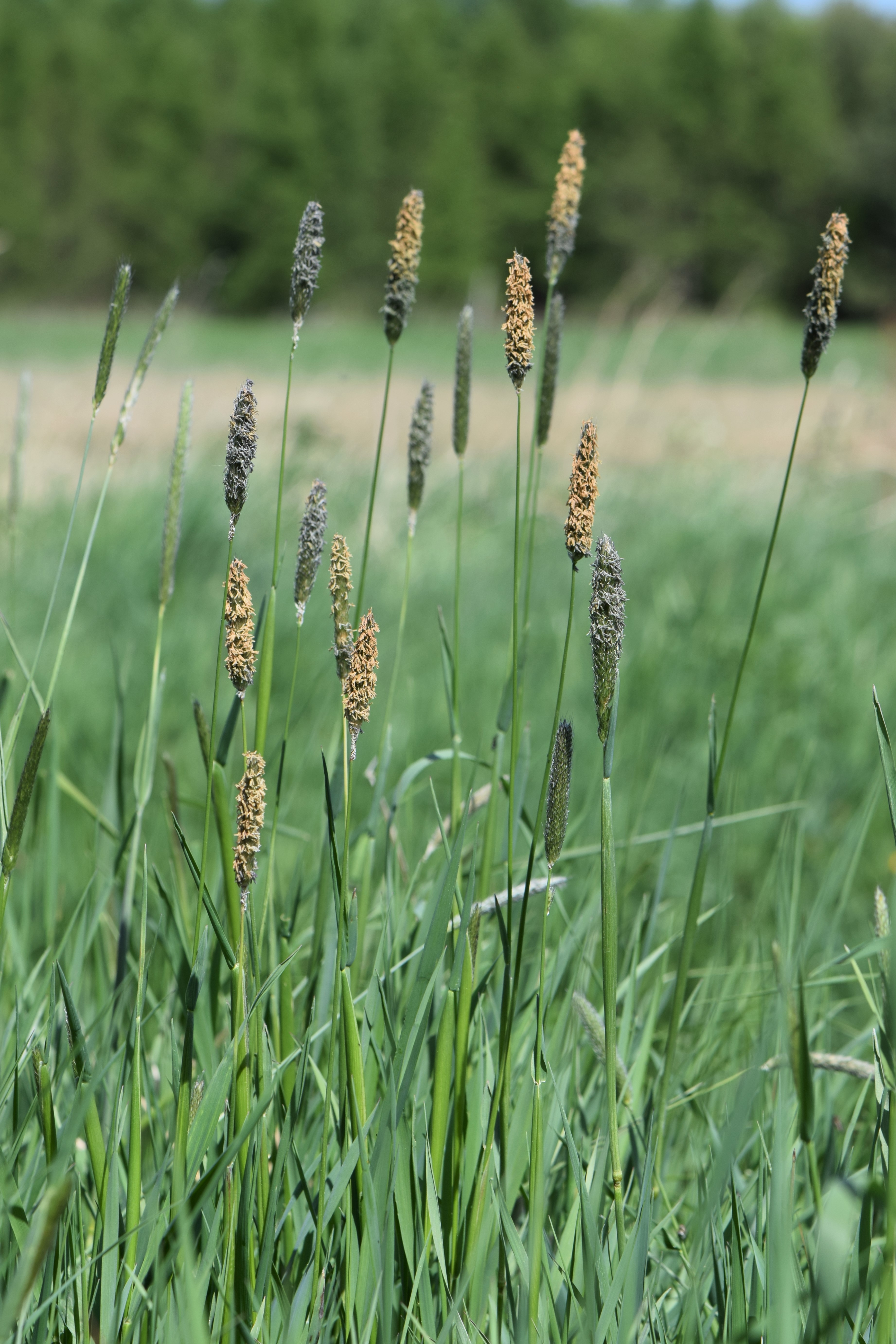
Pokrój

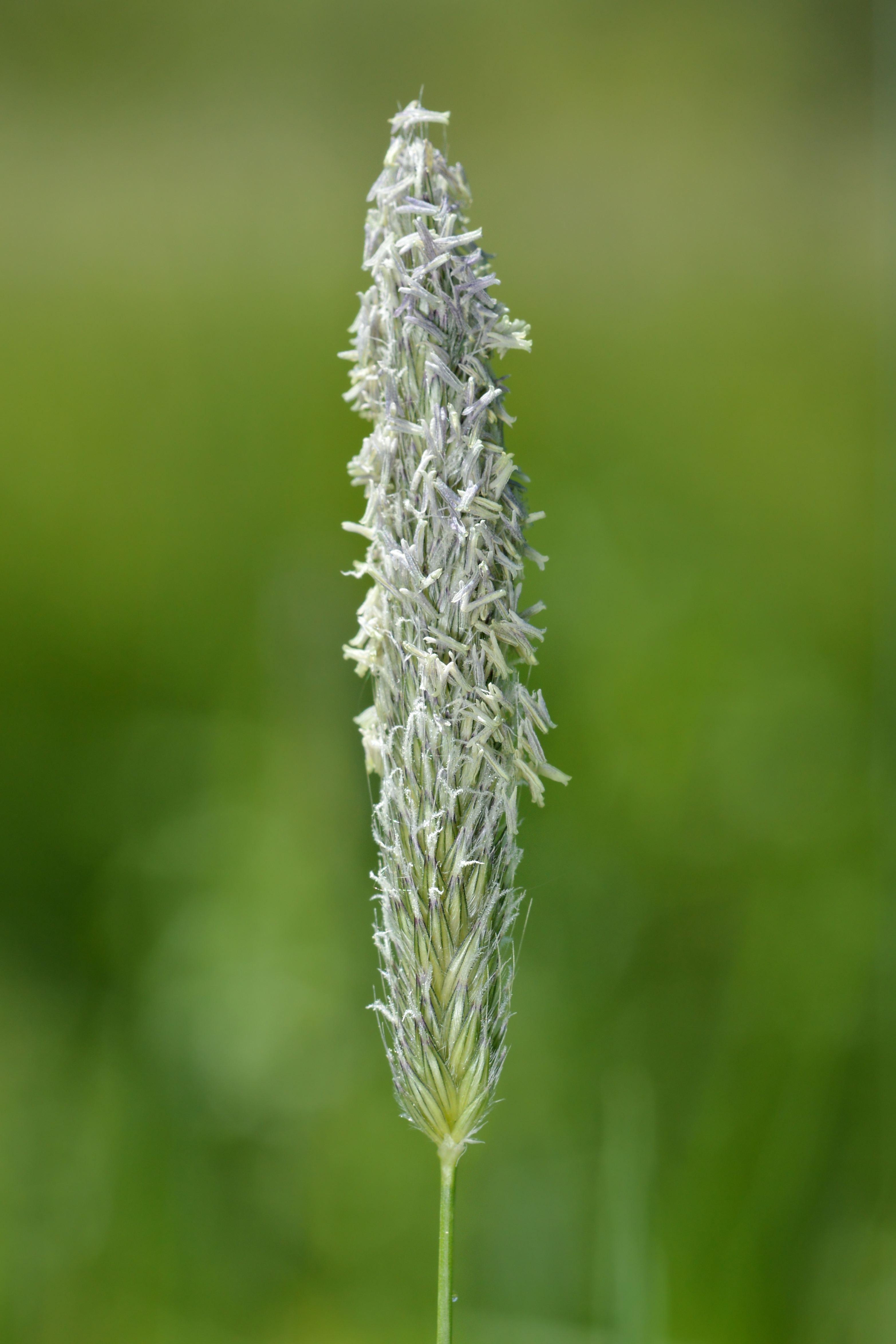
Kwiatostan

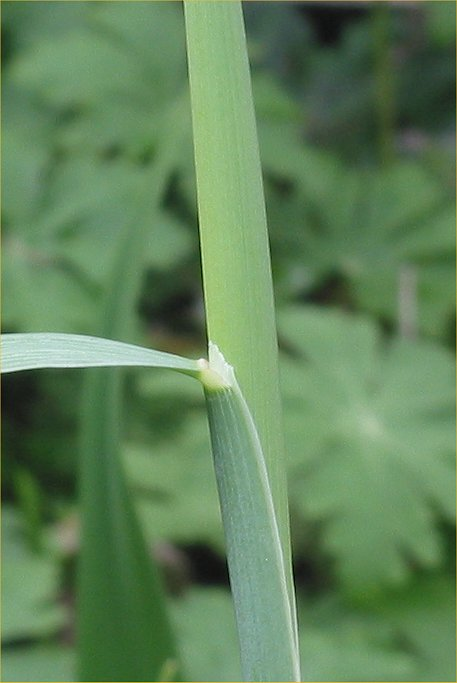
Języczek liściowy

PokrójRoślina o wysokości dochodzącej do ponad 100 cm, rozłogowo-luźnokępowa, wykształca silnie ulistnione pędy wegetatywne i kwiatowe. Trawa wieloletnia, rozwija się wczesną wiosną.
ŁodygaSilnie ulistniona, źdźbła proste.
LiścieRównowąsko-lancetowate, o szerokości 6-10 mm szorstkie z wierzchu, wyraźnie unerwione, ciemnozielone. Pochwa liściowa otwarta, wewnątrz niej krótki języczek.
KwiatostanWiecha kłosokształtna (kłos pozorny wiechowaty) o długości do 10 cm, miękka, gęsta, wielostronna. Kłoski owalne, na krótkich szypułkach z wyrastającą długą ostką, jednokwiatowe, podczas kwitnienia widoczne fioletowe pylniki.
NasionaOplewiony ziarniak o długości do 6 mm i szerokości do 2 mm. Plewy pokryte włoskami, zrośnięte do połowy długości kłoska, pod nimi znajduje się plewka dolna, z której wyrasta długa ostka.

## Biologia i ekologia
Występuje na różnych glebach, tak mineralnych jak i organicznych, w warunkach wilgotnych i umiarkowanie wilgotnych. W górach występuje po regiel dolny. Hemikryptofit. Kwitnie od maja do lipca. W klasyfikacji zbiorowisk roślinnych gatunek charakterystyczny dla Cl. Molinio-Arrhenatheretea, All. Alopecurion pratensis, Ass. Alopecturetum pratensis. Liczba chromosomów 2n = 28.

## Zmienność
Tworzy mieszańce z  wyczyńcem kolankowym, w. czerwonożółtym, w. trzcinowatym i w. polnym. Gatunek zróżnicowany na trzy podgatunki:
- Alopecurus pratensis subsp. alpestris (Wahlenb.) Selander – występuje w Szwecji i północnej części europejskiej części Rosji
- Alopecurus pratensis subsp. laguriformis (Schur) Tzvelev – rośnie w Karpatach ukraińskich i rumuńskich
- Alopecurus pratensis subsp. pratensis – występuje w całym zasięgu gatunku

## Zastosowanie
- Trawa o dobrej wartości pastewnej, stosowana głównie na umiarkowanie wilgotne łąki okresowo zalewne. Jest wytrzymały na surowe warunki klimatyczne, ale ma duże wymagania glebowe. Znajduje się w rejestrze roślin rolniczych Unii Europejskiej.